# Erysiphe pseudacaciae
Erysiphe pseudacaciae är en svampart som först beskrevs av P.D. Marchenko, och fick sitt nu gällande namn av U. Braun & S. Takam. 2000. Erysiphe pseudacaciae ingår i släktet Erysiphe och familjen Erysiphaceae.   Inga underarter finns listade i Catalogue of Life.